# Mauriño Mendoza
Pour les articles homonymes, voir Mendoza.
Mauriño Enrique Mendoza Ísmodes, né le 4 avril 1964 à Chincha Alta au Pérou, est un footballeur péruvien qui évoluait au poste de gardien de but.
Il est cousin germain de Andrés Mendoza, attaquant international péruvien des années 2000.

## Biographie
Mauriño Mendoza commence sa carrière au Deportivo Junín en 1985. Après un passage au CNI de Iquitos entre 1986 et 1987, il rejoint l'Alianza Lima en 1988. L'année précédente, son frère José Mendoza Ísmodes trouve la mort lors d'un accident aérien qui endeuille toute l'équipe de l'Alianza.
En 1994, il s'enrôle au Cienciano del Cusco, année où le club faillit descendre en 2e division se sauvant lors de la dernière journée. Vice-champion du Pérou en 2001, il joue huit matchs de la Copa Libertadores 2002. L'année suivante, il remporte avec le Cienciano la Copa Sudamericana 2003 en tant que gardien remplaçant d'Óscar Ibáñez. 
Une fois retiré, il devient entraîneur de gardiens.

## Palmarès
| Alianza Lima - Championnat du Pérou : - Vice-champion : 1993. |  | Cienciano del Cusco - Championnat du Pérou : - Vice-champion : 2001. - Copa Sudamericana (1) : - Vainqueur : 2003. |